# Orgilus gauldi
Orgilus gauldi är en stekelart som beskrevs av Van Achterberg 1987. Orgilus gauldi ingår i släktet Orgilus och familjen bracksteklar. Inga underarter finns listade i Catalogue of Life.